# Opisa eschrichtii
Opisa eschrichtii är en kräftdjursart som först beskrevs av Kroyer 1842.  Opisa eschrichtii ingår i släktet Opisa och familjen Opisidae. Inga underarter finns listade i Catalogue of Life.